# Terrence Trammell
Terrence R. Trammell (Atlanta, 23 novembre 1978) è un ex ostacolista e velocista statunitense, medaglia d'argento nei 110 metri ostacoli ai Giochi olimpici di Sydney 2000 e Atene 2004.

## Biografia
Nelle principali competizioni (Giochi olimpici e Mondiali outdoor) ha vinto sempre medaglie d'argento, riuscendo a conquistare l'oro soltanto nel corso delle Universiadi 1999, dei Mondiali indoor di Lisbona 2001 e dei Mondiali indoor di Mosca 2006 nella specialità dei 60 metri ostacoli.
Nel corso della sua carriera agonistica si allenava ad Atlanta, sua città natale, con l'allenatore Napoleon Cobb.

## Palmarès
| Anno | Manifestazione  | Sede             | Evento     | Risultato | Prestazione | Note                          |
| ---- | --------------- | ---------------- | ---------- | --------- | ----------- | ----------------------------- |
| 1999 | Universiadi     | Palma di Maiorca | 110 m hs   | Oro       | 13"44       |                               |
| 1999 | Universiadi     | Palma di Maiorca | 4×100 m    | Oro       | 38"55       |                               |
| 2000 | Giochi olimpici | Sydney           | 110 m hs   | Argento   | 13"16       | Miglior prestazione personale |
| 2001 | Mondiali indoor | Lisbona          | 60 m hs    | Oro       | 7"51        | Miglior prestazione personale |
| 2003 | Mondiali        | Saint-Denis      | 110 m hs   | Argento   | 13"20       |                               |
| 2004 | Giochi olimpici | Atene            | 110 m hs   | Argento   | 13"18       | Miglior prestazione personale |
| 2005 | Mondiali        | Helsinki         | 110 m hs   | 5º        | 13"20       |                               |
| 2006 | Mondiali indoor | Mosca            | 60 m piani | Bronzo    | 6"54        |                               |
| 2006 | Mondiali indoor | Mosca            | 60 m hs    | Oro       | 7"43        |                               |
| 2007 | Mondiali        | Osaka            | 110 m hs   | Argento   | 12"99       |                               |
| 2008 | Giochi olimpici | Pechino          | 110 m hs   | Batteria  | dnf         |                               |
| 2009 | Mondiali        | Berlino          | 110 m hs   | Argento   | 13"15       |                               |
| 2009 | Mondiali        | Berlino          | 4×100 m    | Batteria  | dq          |                               |
| 2010 | Mondiali indoor | Doha             | 60 m hs    | Argento   | 7"36        | =                             |

## Campionati nazionali
- 2 volte campione nazionale dei 110 m hs (2004, 2007)
- 1 volta campione nazionale indoor dei 60 m piani (2002)
- 5 volte campione nazionale indoor dei 60 m hs (2000, 2001, 2006, 2009, 2010)